# Transvestit

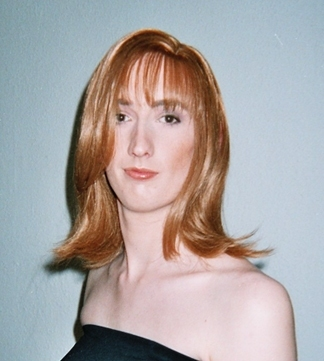
En man utstyrd i marknadsföringssyfte som kvinna, där det egentligen handlar om att luras i samband med att kvinnor ska bli omgjorda för att bli vackrare.

En transvestit är en person som mer eller mindre ofta använder ett annat köns könsuttryck, som kläder, röstläge, kroppsspråk och andra attribut. Transvestism eller crossdressing är själva agerandet att använda könsuttryck traditionellt associerat med ett annat kön.

## Identitet, sexualitet och prevalens

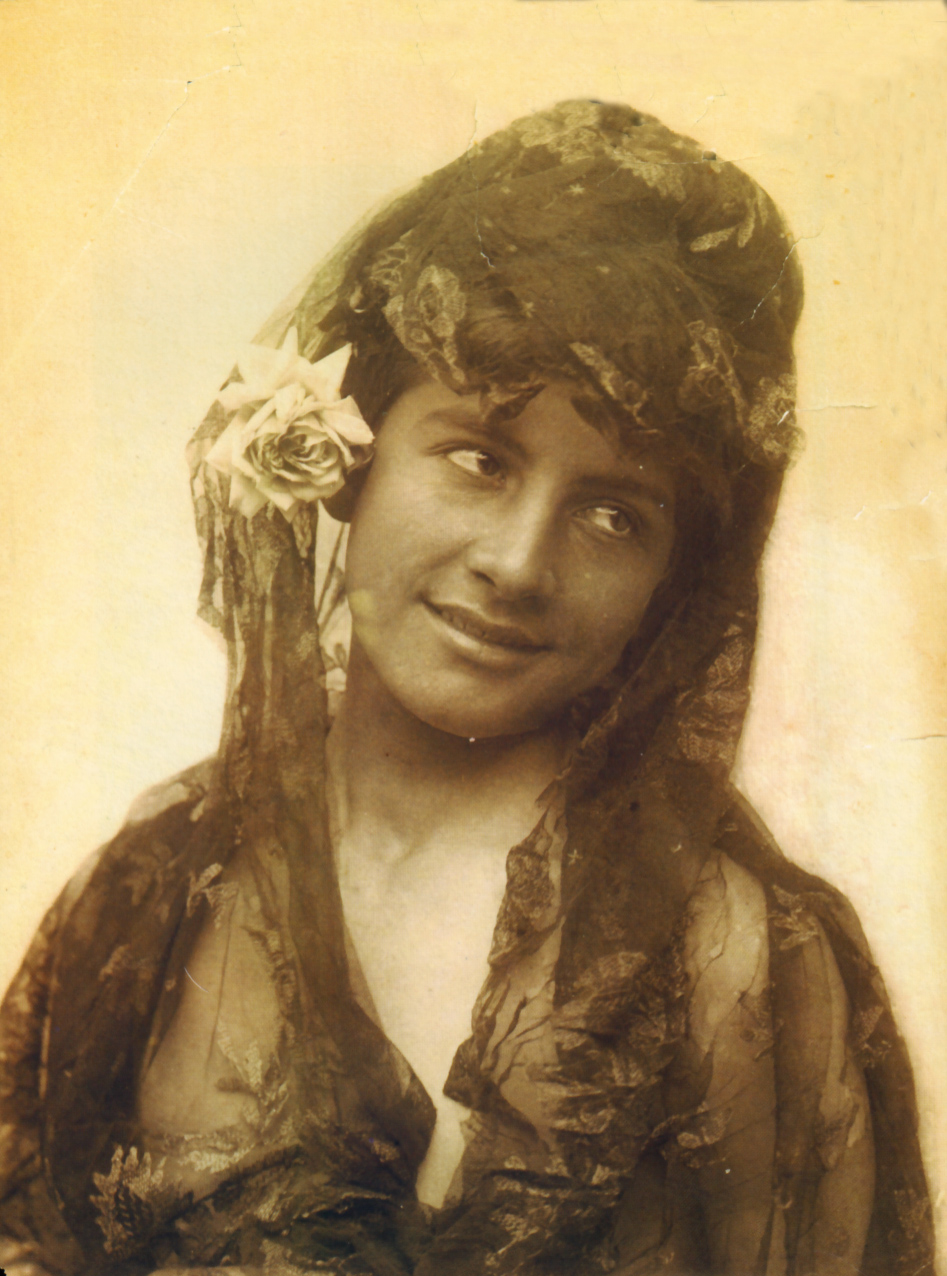
En av Wilhelm von Gloedens bilder på italienska transvestiter under 1800-talet.

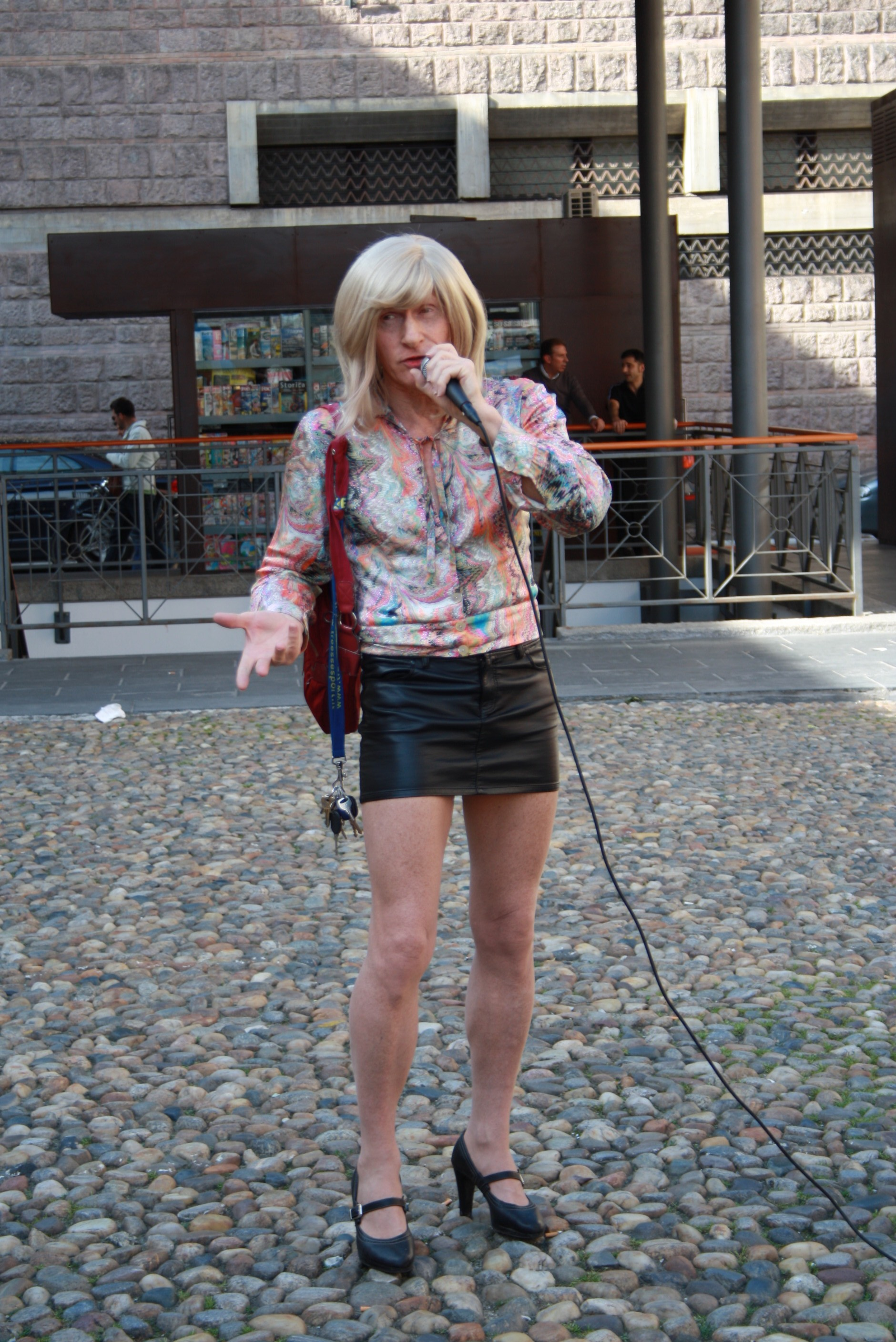
En aktivist för mer respekt för transvestiter, under ett italienskt HBT-event.

Vilket kön som prefereras sexuellt påverkas inte av att personen är transvestit, transvestiter kan vara heterosexuella, homosexuella eller bisexuella, som den övriga befolkningen. Både hos transvestiter och övriga befolkningen förekommer också att personen är helt ointresserad av sexuellt umgänge det vill säga är asexuell.
Det finns både manliga och kvinnliga transvestiter. Det är vanligare med man-till-kvinna-transvestiter än kvinna-till-man-transvestiter, men det saknas forskning på området, och mörkertalen är okända. Kvinna-till-man transvestiter kallar sig inte heller alltid transvestiter, utan säger sig istället kanske vara boychicks, transkillar, butch, transgender( ska inte blandas ihop med att vara transsexuell) etc.
Hur ofta och i vilka sammanhang en transvestit klär om skiftar mycket, ofta beroende på social situation och personlighet. Vissa klär bara om hemma, i hemlighet, medan andra går klädda i det motsatta könets kläder flera gånger i veckan. Om en transvestit själv uppfattar sig som det kön denna är klädd som skiftar också. Vissa transvestiter uppfattar sig tydligt som sitt biologiska kön även som omklädda, men anser sig leva ut en kvinnlig/manlig sida av denna identitet. Andra uppfattar att de byter könsidentitet tillsammans med kläder, ytterligare andra anser sig ha en dubbel könsidentitet oavsett hur de är klädda. 
Internationella undersökningar gör gällande att 2-20% av den manliga delen av befolkningen är transvestiter, beroende på mätmetod och hur man definierar "transvestit".
Man skiljer på personer med könsöverskridande transvestism, det vill säga de transvestiter som ger uttryck för en annorlunda könsidentitet, och fetischistisk transvestism, där personen blir sexuellt upphetsad av det andra könets kläder. I de senare fallen är behovet ett sexuellt behov som inte behöver vara kopplat till könsidentitet eller sexuell läggning i övrigt.

## Rättslig status
Det har aldrig varit olagligt att klä sig i det andra könets kläder i Sverige, inte heller är det olagligt att använda ett annat namn än det juridiska förnamnet, så länge det inte görs i samband med en juridisk handling. Transvestiter är inte förhindrade att adoptera eller gifta sig. Transvestiter saknade förut diskrimineringsskydd, men i den nya diskrimineringslagen (Diskrimineringslagen 2008:528) som trädde i kraft första januari 2009, skyddas gruppen på liknande sätt som andra grupper, via diskrimineringsgrunden könsöverskridande identitet eller uttryck. Sedan den 1 juli 2018 omfattas även transpersoner av hatbrottslagstiftningen och från den 1 januari 2019 av hetslagstiftningen.
Den tidigare tolkningen av namnlagen innebar att enbart transsexuella, efter särskild ansökan, fick byta till ett könskonträrt förnamn. Sedan en prejudicerande dom i regeringsrätten år 2009 kan även transvestiter, och andra, anta könskonträra förnamn i Sverige.

## Etymologi
Den tyske sexologen Magnus Hirschfeld myntade termen transvestit (från latinets trans ’över’, ’till andra sidan’ och vestis ’klädsel) 1910 och avsåg då personer som fann sexuell tillfredsställelse genom att klä sig i det motsatta könets kläder. Den grupp Hirschfeld studerande bestod av både män och kvinnor som, i förhållande till sina biologiska kön, var antingen homosexuella, heterosexuella eller bisexuella. 
Hirschfeld var själv inte helt nöjd med termen. Han ansåg att klädedräkten bara var en utåtriktad handling vald för att symbolisera varierande interpersonella psykologiska tillstånd. Varken då eller idag är könskonträra förnamn tillåtet i Tyskland, men Hirschfeld lyckades ändå hjälpa en del av sina klienter att byta förnamn. Han genomförde också de första rapporterade könskorrigerande operationerna i Europa. Flera av Hirschfeldts klienter kan alltså antas ha varit, med dagens terminologi, snarare könsöverskridande än fetischistiska transvestiter. En del av dem skulle också förmodligen idag ha kallats transsexuella eller åtminstone ha definierat sig som något annat än transvestiter.
Hirschfeld noterade också att sexuell upphetsning ofta, men inte alltid associerades med transvestism. Han särskiljde också tydligt transvestism som ett uttryck för en persons könsöverskridande känslor och en persons fetischistiska, sexuella känslor. 

### Modernt bruk
Nazisternas maktövertagande och andra världskriget innebar slutet för Hirschfelds arbete, och för den mesta forskningen i Europa om mänsklig sexualitet. I både Europa och USA sågs transvestism, både hos män och kvinnor, fram till 1960 som ett uttryck för homosexualitet eller undertryckta homosexuella impulser.

### Blir egen identitet
Den moderna gayrörelsens framväxande efter Stonewallupproret försvagade kopplingarna mellan transvestism och homosexualitet, i takt med att allt fler homosexuella män och kvinnor blev synliga och uppenbarligen till mycket stor del inte hade några transvestitiska drag. Den koppling som kvarstod blev den delen som idag kallas dragshow, som fortfarande är starkt kopplad till gaysamhället.
Det ledde till att transvestism huvudsakligen började förstås som enbart fetischistisk transvestism. Men, i de flesta västerländska länder blev det allt svårare för kvinnor att agera transvestitiskt på det sättet, eftersom allt fler manliga klädesplagg och accessoarer blev fullt socialt accepterade för dem att bära. Den distinkta kvinnliga transvestitkulturen som representeras av butchar i den lesbiska kulturen blev också politiskt inkorrekt och blev därför än ovanligare eller dold. Detta ledde till att termen transvestit började förstås som omfattande enbart man-till-kvinna-transvestiter, det verkade inte finnas något behov av ett ord för kvinna-till-man-transvestiter.

### Idag

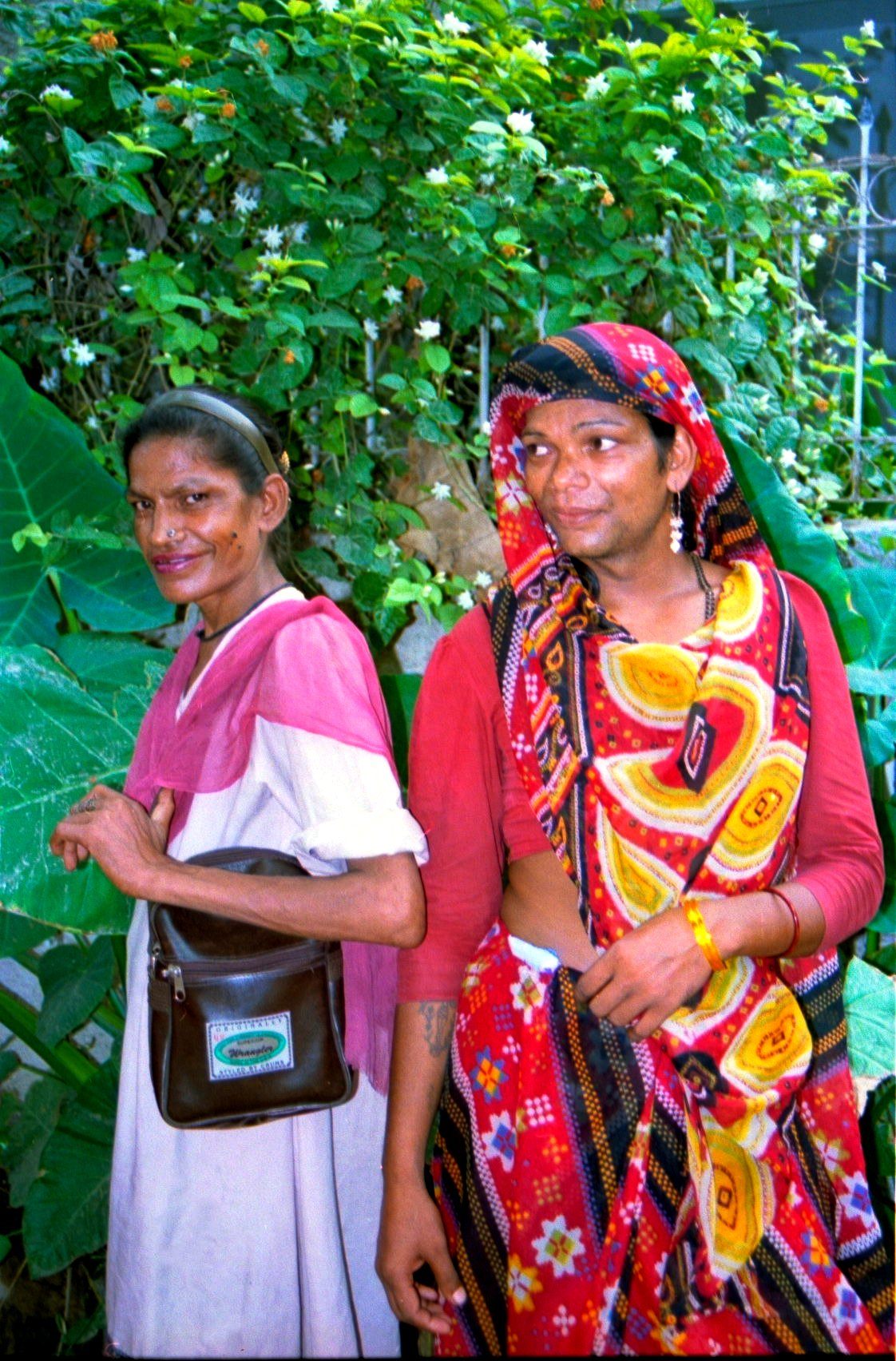
Hijras i en park i Delhi.

Idag innebär ordet transvestit en person som klär  för att uttrycka en könsöverskridande del av sin personlighet. Transvestism handlar inte om sexualitet eller att tända på att ikläda sig ett annat könsuttryck.  
I andra än västerländska kulturer är det vanligt att man inte skiljer på termer som transsexuell, transvestit, transgenderist och liknande, utan använder en övergripande term som då omfattar hela spektrumet av transpersoner. Den termen omfattar då vanligen enbart man-till-kvinna-transpersoner, som hijras (Indien), kathoey's (Thailand) och travestis (Brasilien, Argentina, Mexiko).